# Овсянников, Павел Борисович
Павел Борисович Овсянников (род. 2 сентября 1951 года, Москва) — советский и российский композитор, дирижёр. С 1986 года — Заслуженный артист РСФСР, с 1994 года — Народный артист РФ. Член Союза композиторов РФ. Имеет воинское звание полковника.

## Биография
Окончил музыкальную школу по классу скрипки. Затем в 1977 году окончил теоретико-композиторский факультет Московской государственной консерватории имени П. И. Чайковского, где обучался в классе Карена Хачатуряна. В 1977—1978 годах работал заведующим музыкальной частью, дирижёром экспериментального театра-студии Союзконцерта Министерства культуры СССР. В 1978 году перешёл в Образцово-показательный оркестр Комендатуры Московского Кремля (затем — Кремлёвский оркестр, ныне — Президентский оркестр), в котором прошёл должности концертмейстера, военного дирижёра, старшего военного дирижёра.
С 1995 года — художественный руководитель и главный дирижёр Президентского оркестра Российской Федерации. За годы работы в Президентском оркестре Павел Борисович создал и утвердил всю музыкальную часть официальных ритуалов первого лица страны. Помимо этого сотрудничал с ведущими отечественными и мировыми исполнителями, такими как Филипп Киркоров, Иосиф Кобзон, Лев Лещенко, София Ротару, Лариса Долина, Николай Басков, группа «Scorpions», Мирей Матье и многими другими.
В 1984 году для радиопередачи «Ты, я и песня» написал одноимённую песню на стихи поэта Юрия Энтина, которую исполнили дуэтом Михаил Боярский и Ольга Зарубина. В 1986 году в новогоднем «Голубом огоньке» композицию Овсянникова «Рок-сорняк» исполнил Александр Абдулов. Павел Овсянников является автором инструментальных пьес для эстрадного оркестра, музыки для цирковых номеров, музыки к балетам «Том Сойер» и «Катя и принц Сиама», нескольким мультфильмам. В 2004 году создал новый коллектив — симфонический «Оркестр XXI века» имени Сергея Прокофьева, художественным руководителем и главным дирижёром которого является по сей день.
Живёт и работает в Москве.

## Фильмография

### Композитор
- 1982 — «К звёздам»
- 1983 — «Мы ищем ветер»
- 1983 — «О, море, море!..»
- 1984 — «Спутники, корабли, станции...»
- 1984—1987 — «Контакты… конфликты…»
- 1985 — «Добро пожаловать!» (Всесоюзное объединение «Экспоцентр»)
- 1986 — «Мчится поезд»
- 1986 — «О мыльном пузыре» (Звёздочка № 42)
- 1986 — «Тайны заветных трав» (Звёздочка № 42)
- 1987 — «Добро пожаловать» (выпуск 2) (Добро пожаловать, Всесоюзное объединение Экспоцентр)
- 1987 — «Нить Арахны»
- 1988 — «Эксперимент»
- 1988 — «Здравствуйте» (Звёздочка № 47)
- 1989 — «Стереотипы»
- 1992 — «Ромео и Джульетта»
- 1992 — «Блицбой-шоу, или К вам пришла слава»
- 2003 — «Тотализатор»
- 2003 — «Хорошо забытое старое»

## Песни
- «Ты, я и песня» (слова Юрия Энтина), исполняют Михаил Боярский и Ольга Зарубина
- «Я по городу иду», из м/ф «Контакты… конфликты…» (слова Юрия Энтина), исполняет Николай Караченцов
- «Рок-сорняк» (слова Валерия Сауткина), исполняет Александр Абдулов
- «Маскарад» (слова Юрия Энтина), исполняет Александр Абдулов
- «Загадайте» (слова Андрея Дементьева), исполняет Надежда Чепрага
- «Салют, фестиваль!» (слова Евгения Супонева), исполняет Анне Вески
- «Кукляндия» (слова Михаила Пляцковского), исполняет Светлана Степченко
- «Только не это» (слова Юрия Энтина), исполняет Ирина Муравьёва